# Литаровщина
Литаровщина (бел. Літараўшчына) — деревня в Кореличском районе Гродненской области Белоруссии. Входит в состав Райцевского сельсовета.  На 2010 год население составляло 80 человек.

## История
4 апреля 2017 года деревня передана из ликвидированного Ворончанского сельсовета в состав Райцевского сельсовета

## Население
- 1999 год — 139 человек
- 2010 год — 80 человек

## Инфраструктура
Личное подсобное хозяйство.
Основа экономики — сельское хозяйство.